# Arroyo Yukyry
El Arroyo Yukyry es un cauce hídrico del Departamento Central de la República del Paraguay cuyo recorrido es de aproximadamente 25 kilómetros de sur a norte. 
Su naciente se encuentra en las cercanías de un lugar conocido como Posta Ybycuá perteneciente a la jurisdicción del municipio de Capiatá, en la planicie del Ybytypanemá; mientras que su desembocadura es en el Lago Ypacaraí. Dicho cauce sirve, en parte, como límite natural entre las jurisdicciones de los distritos de Luque y Areguá.
En la actualidad, este arroyo se encuentra contaminado por los desechos de las fábricas apostadas en el lugar.
- Datos: Q5573702